# Xoşbulaq
Xoşbulaq (azerbajdzjanska: Xaçbulaq) är en ort i Azerbajdzjan.   Den ligger i distriktet Daşkəsən Rayonu, i den västra delen av landet, 300 km väster om huvudstaden Baku. Xoşbulaq ligger 1 744 meter över havet och antalet invånare är 1 917.
Terrängen runt Xoşbulaq är huvudsakligen kuperad, men söderut är den bergig. Närmaste större samhälle är Yukhary-Dashkesan, 8,6 km nordost om Xoşbulaq. 
Trakten runt Xoşbulaq består i huvudsak av gräsmarker. Runt Xoşbulaq är det ganska glesbefolkat, med 31 invånare per kvadratkilometer.